# Atoposea maxima
Atoposea maxima är en fjärilsart som beskrevs av Edward Meyrick 1912. Atoposea maxima ingår i släktet Atoposea och familjen Carposinidae. Inga underarter finns listade i Catalogue of Life.